# جامع الفاروق (حديثة)
يعتبر جامع الفاروق من جوامع ومساجد العراق الأثرية القديمة، ويقع في مدينة حديثة في محافظة الأنبار، ويطل على نهر الفرات، وشيد في بداية الفتح الإسلامي للعراق عام 16هـ/637م، في عهد الخليفة عمر بن الخطاب، وكان مشيداً بالحجارة والطين، ولا تزال بعض آثاره القديمة في جدرانهِ المشيدة قرب نهر الفرات، حيث تم إعادة تعميره عدة مرات ولا تزال قسم من درجات المنارة القديمة باقية آثارها إلى الوقت الحاضر، وكان الجامع يحتوي على مدرسة دينية كبيرة تخرج منها الكثير من علماء وفقهاء المنطقة، ثم أغلقت بداية القرن العشرين، وللجامع أوقاف لأراضي زراعية في مدينة حديثة وقفت إيراداتها له، وتقام فيهِ حاليا صلاة الجمعة وصلاة العيدين والصلوات الخمس.
وكانت آخر صيانة للجامع في عام 1427هـ/2006م، من قبل ديوان الوقف السني في العراق، وتم أعماره وتجديده وفق طراز معماري حديث وتعلوه قبة كبيرة زخرفت بنقوش مغربية.
يحتوي الحرم على مصلى كبير وواسع تحيطه النوافذ من كل جانب، وحوله ساحة وحديقة واسعة.